# Musipedia
Musipedia ist eine Suchmaschine, die Musikstücke identifizieren kann – anhand von vorgepfiffenen Teilen, durch eine virtuelle Klaviatur oder mithilfe des Parsons-Codes. Wie bei Wikipedia kann jedermann die Sammlung eingetragener Melodien verändern. Dabei kann für jede Melodie eine MIDI-Datei, eine Noten-Bitmap, ein Text und die melodische Kontur als Parsons-Code eingegeben werden. Gegebenenfalls wird die MIDI-Datei automatisch mit Hilfe von Lilypond generiert. Musipedia ist also eine Art Wikipedia für Musik.
Die Website ist in den Sprachen französisch, englisch, deutsch und chinesisch verfügbar.

## Suchprinzipien
Musipedia bietet zwei Suchmethoden zur Auswahl: entweder basierend auf der melodischen Kontur oder auf Tonhöhen und Rhythmus.
Die Kontursuche basiert auf einer Editierdistanz. Daher werden nicht nur Einträge gefunden, die genau der eingegebenen melodischen Kontur entsprechen, sondern auch die ähnlichsten unter den nicht identischen Melodien. Die Ähnlichkeit wird dabei anhand der nötigen Editierschritte (Einfügen, Ersetzen oder Löschen eines Zeichens) gemessen, die den Parsons-Code der Suchanfrage in den Parsons-Code des Suchergebnisses umwandeln würden. Da es nur auf die melodische Kontur ankommt, kann man Melodien auch dann finden, wenn man sich über die Tonart, den Rhythmus oder die genauen Intervalle nicht sicher ist.
Die Tonhöhe- und Rhythmus-Suche, die als Voreinstellung benutzt wird, hat ebenfalls eine gewisse Robustheit, weil sie nicht von der absoluten Tonhöhe und dem genauen Tempo abhängt, sondern nur von den Intervallen und dem Rhythmus. Die Melodie kann auf verschiedene Arten eingegeben werden, z. B. mit einer Klaviatur auf dem Computerbildschirm. Die Suchmaschine zerlegt dann die Anfrage in kurze Segmente, wandelt jedes Segment in eine Punktmenge im zweidimensionalen Raum aus Zeitpunkt und Tonhöhe um und vergleicht schließlich jede dieser Punktmengen anhand der Earth Mover's Distance mit den Punktmengen, die Segmente aus der Melodiedatenbank beschreiben. Ebenso wie bei der Kontursuche führen kleine Änderungen der Suchanfrage auch nur zu entsprechend kleinen Änderungen im Suchergebnis, was die Suche fehlertolerant macht.
Beide Suchmethoden werden mit Indizes beschleunigt, die auf Vantage-Objekten beruhen. Statt den Abstand zwischen der Suchanfrage und jedem einzelnen Datenbankeintrag zu berechnen, werden beim Suchen nur die Abstände zwischen der Anfrage und einer kleinen Anzahl Vantage-Objekten bestimmt. Für jedes dieser Vantage-Objekte ist bereits im Voraus der Abstand zu jedem Objekt in der Datenbank berechnet worden. Da die Dreiecksungleichung sowohl für die Editierdistanz als auch für die von Musipedia verwendete Transportdistanz gilt, muss der Suchalgorithmus in einem zweiten Schritt nur noch die Objekte mit ähnlichen Abständen zu den Vantage-Objekten beachten.

## Abgrenzung zu Audio-Suchmaschinen
Die Musipedia-Suchmaschine funktioniert grundlegend anders als eine Suchmaschine wie z. B. Shazam. Letztere kann kurze Audio-Abschnitte (ein paar Sekunden aus einer Aufnahme) identifizieren, selbst wenn sie über eine qualitativ schlechte Telefonverbindung übermittelt wurden. Dazu verwendet Shazam Audio Fingerprinting. Mit Audio Fingerprinting kann man Aufnahmen identifizieren, mit einer Suchmaschine wie Musipedia dagegen Musikstücke, die eine gegebene Melodie enthalten. Shazam findet also genau die Aufnahme, die einen gegebenen Ausschnitt enthält, aber keine anderen Aufnahmen desselben Musikstücks.

## Geschichte
Musipedia wird seit 1997 von Rainer Typke betrieben und entwickelt. Bevor das Wikipedia-artige Editieren der Melodiesammlung möglich war, hieß die Suchmaschine „Melodyhound“, seit 2004 heißt sie „Musipedia“. Seit 2006 wird die Suchmaschine zusätzlich zur Musipedia-Melodiesammlung auch auf MIDI-Dateien aus dem World Wide Web angewendet. Für das Sammeln der Daten aus dem Internet wird das seit Dezember 2005 verfügbare Produkt „Alexa Web Search“ verwendet; Musipedia ist einer der ersten Alexa Web Search-Anwender.
Die Seite stellte ursprünglich interaktive Möglichkeiten zur Eingabe von Melodien über simulierte Pianotastaturen zur Verfügung. Tonausgabe und Darstellung der Pianosimulation basierten auf Java Applets und Adobe Flash Technologien und werden nach 2018 beziehungsweise 2020 von vielen Webbrowsern nicht mehr unterstützt. Dadurch sind diese Funktionen nicht mehr oder nur noch eingeschränkt nutzbar.